# Karacasu, Bolu
Karacasu là một thị trấn thuộc thành phố Bolu, tỉnh Bolu, Thổ Nhĩ Kỳ. Dân số thời điểm năm 2010 là 2.717 người.